# Konstanty Mackiewicz

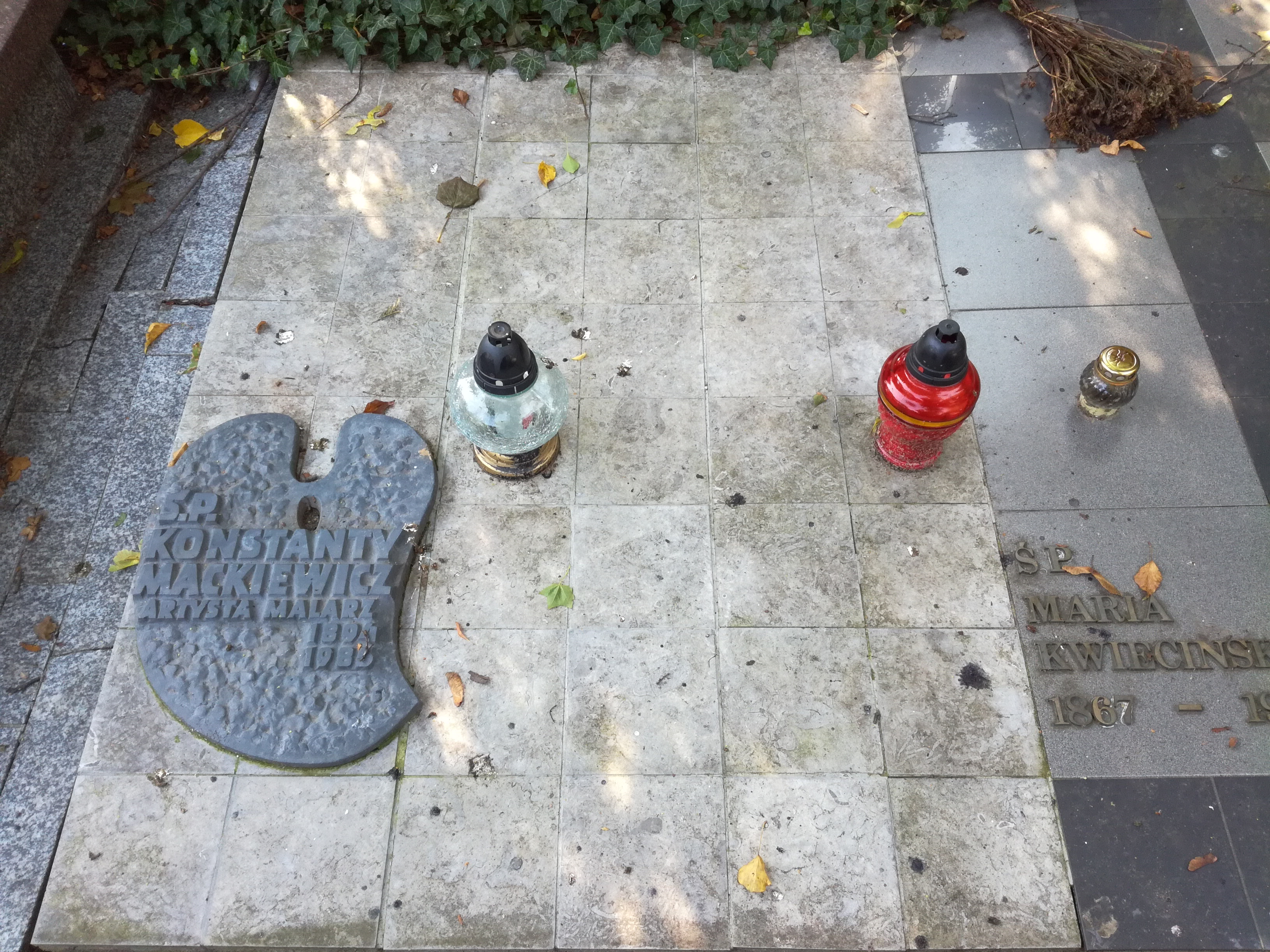
Grób Konstantego Mackiewicza na Starym Cmentarzu w Łodzi

Konstanty Mackiewicz (ur. 2 listopada 1894 w Małorytej k. Brześcia nad Bugiem, zm. 30 września 1985 w Łodzi) – polski malarz i scenograf teatralny.

## Życiorys
Studiował w latach 1913–1919 w szkołach artystycznych w Odessie i Penzie. W latach 1919–1921 pracował jako scenograf w operze i wykładowca w Szkole Rzemiosł Artystycznych w Jekaterynburgu. Następnie uczęszczał przez rok do pracowni Wassilija Kandinsky’ego w Moskwie. W 1922 roku osiadł we Lwowie, gdzie zajmował się scenografią w operze, współpracując z Leonem Schillerem. Od 1926 roku mieszkał w Łodzi. Uprawiał tam malarstwo sztalugowe i projektował scenografie dla Teatru Miejskiego. W 1936 uczestniczył w konkursie sztuki na igrzyskach olimpijskich w Berlinie, prezentując obraz Walka w ringu (obraz trafił potem do zbiorów Muzeum Sportu i Turystyki w Łodzi). Po II wojnie światowej współpracował z Henrykiem Rylem przy projektowaniu lalek do spektakli Teatru Lalek Arlekin. Brał udział w ponad 150 wystawach malarskich w Polsce i za granicą, m.in. organizowanych przez ugrupowania Blok, Praesens, Rytm i Start. Jego prace były wystawiane w salonie Instytut Propagandy Sztuki i Zachęcie w Warszawie. Pochowany na Starym Cmentarzu w Łodzi.

## Odznaczenia i nagrody
- Krzyż Komandorski Orderu Odrodzenia Polski
- Nagroda Prezesa Rady Ministrów
- Nagroda Ministra Kultury i Sztuki I stopnia (1969)[5].
- wielka nagroda księcia Monako w dziedzinie malarstwa (1963)[6]
- Nagroda Miasta Łodzi (1958)[7]
- złote medale na międzynarodowych wystawach w Brukseli (1933), Paryżu (1937, dwa) i Nowym Jorku (1939)[4]
- I nagrody na wystawach „Polskie dzieło plastyczne w XV-lecie PRL” i „20-lecie PRL w twórczości plastycznej”